# 矢野久美子
矢野 久美子（やの くみこ、1964年 - ）は、日本の思想史家。フェリス女学院大学教授。専門はドイツ政治文化論・思想史。
徳島県生まれ。2001年、東京外国語大学大学院地域文化研究科博士後期課程修了、「ハンナ・アーレント、あるいは政治的思考の場所」で博士（学術）。フェリス女学院大学国際交流学部助教授を経て、教授。

## 著書
- 『ハンナ・アーレント、あるいは政治的思考の場所』みすず書房、2002
- 『ハンナ・アーレント　「戦争の世紀」を生きた政治哲学者』中公新書、2014

### 翻訳
- 『アーレント政治思想集成』全2巻 J.コーン編 齋藤純一、山田正行共訳 みすず書房、2002
- E.ヤング=ブルーエル『なぜアーレントが重要なのか』みすず書房、2008
- ハンナ・アーレント『ユダヤ論集』全2巻 J・コーン、R・H・フェルドマン編 山田正行、大島かおり、佐藤紀子、齋藤純一、金慧共訳 みすず書房、2013